# Джон Муйрурі
Джон Мачезе Муйрурі (англ. John Machethe Muiruri; нар. 10 жовтня 1979) — кенійський футболіст, півзахисник. Разом з Макдональдом Марігою, Робертом Мамбо Мумбою та Тітусом Муламою вважався одним з найталановитіших футболістів країни.

## Клубна кар'єра
Вихованець клубу «Утайлі». У 1998 році дебютував у прем'єр-лізі Кенії. У 1999 році перейшов в один з найсильніших клубів Кенії «Таскер» (Найробі), з яким виграв два чемпіонати країни та клубний кубок КЕСАФА. У 2000 році перебрався в «Гент», у футболці якого за два сезони зіграв лише два матчі, і в 2001 році відправився в оренду в гентський «Расінг» з третього дивізіону, в складі якого Джон Муйрурі зіграв 13 матчів та відзначився 3-а голами голи. З 2002 року він став гравцем стартового складі «Гента», зігравши 26 матчів (3 голи) в сезоні 2002/03 років та 21 матч (1 гол) у сезоні 2003/04 років. У сезоні 2004/05 років зіграв 30 матчів за «Беєрсхот» у чемпіонаті Бельгії. Влітку 2005 року кенійський футболіст перейшов у «Мосс», за який грав у нижчих лігах Норвегії (другий та третій дивізіони). Дебютував у новій команді 13 серпня, замінивши Александра Форсберга в програному (1:2) домашньому поєдинку проти «Генефосса». 5 вересня того ж року дебютним голом у норвезькому чемпіонаті, чим допоміг обіграти (4:2) «Фолло». За підсумками сезону 2010 року командапонизилася в класі, проте Джон вирішив продовжити виступи в «Моссі». У 2013 році півзахисник завершив кар'єру гравця.

## Кар'єра в збірній
Виступав за молодіжну та олімпійську збірні Кенії, у футболці яких загалом провів 13 поєдинків. У 2000 році почав виступати за збірну Кенії. Перший матч за збірну провів 8 квітня 2000 року в відбірковому турнірі чемпіонату світу проти Малаві, в якому Кенія зазнала поразки. 25 жовтня 2000 року відзначився першим голом за збірну в матчі проти Танзанії. Збірна Кенії виграла з рахунком 3:0. У 2001 році Джон Муірурі зіграв три матчі у відбірному турнірі кубку африканських націй 2002 року. У 2002—2003 роках — 6 матчів у відбірковому турнірі кубка африканських націй 2004 року, збірна Кенії вперше з 1992 року вийшла у фінальну частину турніру. На кубку африканських націй кенієць зіграв два матчі проти, Малі та Сенегалу, проте збірна Кенії не вийшла в плей-офф турніру.

## Статистика виступів

### Клубна
| Сезон   | Клуб       | Країна   | Змагання        | Матчі | Голи |
| ------- | ---------- | -------- | --------------- | ----- | ---- |
| 1998    | «Утайлі»   | Кенія    | Прем'єр-ліга    | ?     | ?    |
| 1999    | «Таскер»   | Кенія    | Прем'єр-ліга    | ?     | ?    |
| 2000    | «Таскер»   | Кенія    | Прем'єр-ліга    | ?     | ?    |
| 2001/02 | «Гент»     | Бельгія  | Ліга Жупіле     | 1     | 0    |
| 2002/03 | «Гент»     | Бельгія  | Ліга Жупіле     | 26    | 3    |
| 2003/04 | «Гент»     | Бельгія  | Ліга Жупіле     | 21    | 1    |
| 2004/05 | «Беєрсхот» | Бельгія  | Ліга Жупіле     | 30    | 0    |
| 2005    | «Мосс»     | Норвегія | Перший дивізіон | 11    | 2    |
| 2006    | «Мосс»     | Норвегія | Перший дивізіон | 27    | 7    |
| 2007    | «Мосс»     | Норвегія | Перший дивізіон | 21    | 2    |
| 2008    | «Мосс»     | Норвегія | Перший дивізіон | 19    | 2    |
| 2009    | «Мосс»     | Норвегія | Перший дивізіон | 26    | 6    |
| 2010    | «Мосс»     | Норвегія | Перший дивізіон |       |      |

## Досягнення
«Таскер»
- Прем'єр-ліга Кенії
  -  Чемпіон (2): 1999, 2000

«Жерміналь-Беєрсхот»
- Кубок Бельгії
  -  Володар (1): 2004/05